# 富山県埋蔵文化財センター
富山県埋蔵文化財センター（とやまけんまいぞうぶんかざいセンター、Toyama Prefectural Center for Archaeological Operations）は富山県富山市茶屋町にある埋蔵文化財の調査・研究、展示を行う公立施設。富山県博物館協会会員。

## 概要
富山市西部の呉羽丘陵（呉羽山）西側山麓に1977年（昭和52年）1月に完成、同年4月1日に設置条例、6月7日に開所式を行った、県立の埋蔵文化財の施設としては全国初のセンターである。富山県内には約4,200ケ所の遺跡があり、これらの遺跡から出土した埋蔵品の調査・研究、出土遺物等を整理・保護保存し紹介する目的で設立された。1987年（昭和62年）10月23日には本館東側に新館を増築している。同敷地内には、富山県立図書館、富山県公文書館、県営富山弓道場がある。
本館開設時の目的として、埋蔵品の保存（収蔵）・調査・研究の拠点として設立されたこともあり、当初休館日も土曜、日曜、祝日とし、一般の公開は広く行われていなかったが、1987年（昭和62年）10月に増築開設された新館には展示室を設け、埋蔵文化財を展示解説し、休館日も変更して一般に広く開放している。
センター内の収蔵（常設）展示室では、縄文時代の貝塚である小竹貝塚から出土した埋蔵品などを展示している。また企画展示も開催しているほか、火起こしやまが玉づくり、組みひもづくりなどの体験のほか、小学生向けのふるさと考古学教室を夏休みに合わせ開催する。このほか、年に数回一般向けの県民考古学講座などが行われている。

## 収蔵品
- 境A遺跡出土品（国の重要文化財）
- 越中地域考古資料〔早川荘作蒐集品〕（国の登録有形文化財）
- 小竹貝塚など富山県内からの出土品、資料
  - 呉羽丘陵より北東のあいの風とやま鉄道呉羽駅北側付近にある、縄文時代の日本海側最大級の貝塚で、これまで100体もの人骨、動物の骨や、石などで出来た道具、ヒスイなどの装飾品、土器、木製品などが出土しており、これらを展示し解説している。

## 施設
鉄筋コンクリート造り3階建て、延床面積2,990m2（本館 1,490 m2、新館 1,500 m2）
- 1階 – ホール、収蔵（常設）展示室・展示室（企画展示室）〔合わせて300 m2〕、資料整理室、保存処理室、会議室、考古体験広場、事務室など[1][2]
- 2階 – 特別収蔵室（温度・湿度調整付、総ヒノキ造り）、収蔵庫など[1][2]
- 3階 – 研究室、製図室、撮影室、収蔵庫など[1][2]

### 開館時間
- 午前9時〜午後5時
- 入館料 無料
- 駐車場 あり（富山県立図書館などの駐車場も利用可）
- 休館日
  - 毎週金曜日（ただし、祝日の場合、翌週最初の平日）、年末年始 臨時休館あり

## アクセス
- JR西日本・あいの風とやま鉄道富山駅より富山地方鉄道路線バス
  - 北代循環、新港東口行きバス 県立図書館前バス亭下車 徒歩約1分
  - 高岡・小杉方面行きバス 呉羽山公園バス亭下車 徒歩約20分